# Aberavon
Pour les articles homonymes, voir Aberavon (homonymie).
Aberavon (Aberafan en gallois) est une ville du pays de Galles.

## Toponymie
Le nom Aberavon fait référence à la situation de la ville à l'embouchure (aber en gallois) de l'Afan (en).

## Géographie
Aberavon se situe dans le sud du pays de Galles. Elle se trouve sur la rive ouest de l'embouchure de l'Afan (en), un fleuve qui se jette dans le canal de Bristol. Elle a été rattrapée par la croissance urbaine de Port Talbot, fondé au XIXe siècle de l'autre côté de l'Afan.
Administrativement, Aberavon forme une communauté qui dépend du county borough de Neath Port Talbot. Cette communauté comptait 5 452 habitants au recensement de 2011.

## Sport
Plusieurs clubs de sport ont leur siège à Aberavon, parmi lesquels :
- le Aberavon Rugby Football Club, qui évolue dans le championnat du pays de Galles de rugby à XV ;
- le Afan Lido Football Club, qui évolue dans le championnat du pays de Galles de football de deuxième division.